# Лікуд
«Ліку́д» (івр. ליכוד — консолідація) — ізраїльська правоцентристська націонал-ліберальна політична партія. Заснована Менахемом Беґіном у 1973 році шляхом злиття декількох правих та ліберальних партій. 
Після перемоги на виборах 1977 року вперше здобула владу. Кандидат від «Лікуду» Біньямін Нетаньягу двічі обирався прем'єр-міністром країни: у 1996 та 2009 роках. У 2005 році партія розкололася, тодішній лідер Лікуду Аріель Шарон вийшов з лав партії, сформував власну партію «Кадіма». 
У 2009 році партія увійшла в коаліцію з праворадикальною партією «Наш дім Ізраїль» і сформувала уряд на чолі з прем'єр-міністром Нетаньягу.